# История на Плевен
Историята на Плевен като местообитание и човешка дейност е на 8 000 години.
Най-ранните данни за човешка дейност се отнасят към края на новокаменната епоха, откогато датират най-старите артефакти намерени в местността Кайлъка. В днешния крайградски парк са разкрити богати археологични находки от каменно-медната епоха, откогато са маркирани поселения и в рамките на днешния град, както и на десния бряг на река Вит.

## Тракийска античност
В историята на Плевен сигурно присъстват паметници на материалната и духовна култура на траките, като Вълчитрънското съкровище. В землището на Плевен са разкрити керамика, плочки и погребални могили с дарове, състоящи се от бронзови украшения, железни оръжия (махейрите), криви тракийски ножове от времената на старата и нова желязна епоха. Тракийските поселения в плевенското землище не са били изолирани, а местните мизи и трибали са имали парично обращение и търговски обмен с гръко-римския свят. Историята на Плевен през римската и ранновизантийската епоха е тясно свързана с локализираната край града крайпътна станция Сторгозия, останките на която са съхранени.

## Сторгозия
В края на II век и началото на III век Сторгозия е селище от градски тип. Разкрит е култов комплекс, състоящ се от раннохристиянска базилика и разположена на север от нея стопанска сграда.
През IV, V и VI век, времето е изпълнено с несигурност и за района, а околните земи били обект на грабежи и опустошения по време на великото преселение на народите. Старото местно население намерило убежище зад крепостните стени, а околността била кръстосвана и опустошавана от разни варварски племена. През VII век, с преселението на славяните, за града и околността идва края на античността.

## Средновековие
В Плевенско има прабългарски пребивавания, останки от които са езическо погребение с обред в местността Плочата на 500 м западно от крепостта на Сторгозия. В периода IX-XI век на мястото на Плевен е съществувало славяно-българско селище, свидетелство за което са останките от жилища, кухненска керамика, а също и една златна монета от Роман III Аргир. В селището са открити и фрагменти от византийска керамика, а населението му е използвало луксозна за времето си българска рисувана и гледжосана керамика, тип „сграфито”, както и вносна византийска керамика. Край село Къшин от времето на когато България е под византийска власт са открити 2343 византийски корубести медни монети, вдлъбнати като легенчета. Най-ранната монета е от времето на Мануил I Комнин, а другите са емитирани от Андроник I Комнин, Исак II Ангел и Алексий III Ангел. Няколко монети са с лика на никейския Йоан III Дука Ватаци, като има още разкрити български средновековни монети и такива емитирани от Латинската империя. 
Разнообразният археологичен материал от периода на Втората българска държава е неоспоримо доказателство за пълно с живот селище, чието население развива занаяти и търговия. По това време селището имало развито парично обращение.
Единственият писмен документ, от който се разбира, че крепостта е съществувала през XIII век и който споменава за пръв път името на града през Средновековието, е грамота във връзка с маджарските походи в България по времето на цар Константин Тих. Тя е свързана с похода на унгарския крал Ищван V на 10 декември 1270 г. и дадена като награда на видния унгарски военачалник и благородник бан Паньит, завладял българското средновековно селище – Плевен. От последните години преди средновековното укрепено селище Плевен да стане част от Османската империя е разкрита находка от 22 сребърни монети от цар Иван Александър, който е изобразен със сина си Михаил IV Асен, намерена в северния кораб на раннохристиянската базилика.

## Османски Плевен
Плевен като част от Търновското царство, по-известно за времето си с името Загора, става в края на XIV век част от Никополския санджак. По време на османското владичество Плевен не губи своя български облик. Властващата фамилия в санджака е Михалоглу.
По време на Възраждането в града се строят църкви, основават се читалища, тук е създадено и първото светско девическо училище в страната от Анастасия Димитрова. В Плевен Васил Левски създава първия частен революционен комитет в дома на Анастас Попхинов, брат на най-верния съратник на Левски - Данаил Попов.

## Плевен по време наОсвобождението
Името на Плевен става световноизвестно по време на Руско-турската освободителна война 1877-78 г. В края на юни 1877 г. руската императорска армия пресича река Дунав в района на Свищов. Тъй като не разполага с достатъчни сили в района, османското командване прехвърля от Видин петнадесетхилядна част, командвана от Осман паша, за да укрепи Никопол. На 16 юли 1877 г. руските военни части превземат Никопол сравнително лесно, преди подкрепленията да достигнат града, което кара Осман паша да се насочи към Плевен. Часове, след като той се укрепява в града, към него започват да пристигат първите руски военни части.
За превземането на Плевен през лятото на 1877 г. се водят три тежки кръвопролитни щурма, завършили с неуспех. Нарастващият брой на руските жертви в трите щурма довеждат до прекратяване на преките нападения и до промяна в командването. Официално начело на обсаждащите сили застава румънският княз Карол I, като негов началник-щаб става руският генерал Едуард Тотлебен. На 13 септември 1877 г. започва вторият етап от бойните действия за завладяването на Плевен - блокадата на града, която продължава до 10 декември с.г. Положението на блокираната и вече обкръжена османска армия става критично. Избухват епидемии, провизиите и медикаментите привършват.
На 28 ноември (10 декември нов стил) 1877 г., след тримесечна изолация, Осман паша се опитва да пробие блокадната линия с цел да се оттегли към София. В долината на река Вит, след полудневен кръвопролитен бой, Гренадирският корпус на генерал Ганецки разгромява и пленява предалата се 43-хилядна османска армия, а в плен попадат Осман паша с още 10 паши, 128 османски щабни офицери, 77 оръдия и много бойни османски знамена, с което изхода от войната е предрешен. След победата в битката за Плевен Руската императорска армия следва пътя към София и на 3 март 1878 г. е подписан Санстефанския мирен договор.

## Плевен в Третата българска държава
След Освобождението на България през 1878 г. Плевен се утвърждава като един от най-значимите и важни административни, стопански и културни центрове на Княжество България и Царство България.
След края на ПСВ, общинските избори на 17 август 1919 година са спечелени от БКП и кмет става Иван Кантарджиев. Въведени са подоходни данъци, осигурени са жилища за бездомни, безплатни медицинска помощ, дрехи, храна и учебници за бедни ученици, повишени са учителските доходи. Управлението на плевенската комуна е разпуснато от правителството през юли 1921 година. От декември 1922 година до юни 1923 година БКП отново управлява града, като този път кмет е Иван Зонков. Краят на този общински съвет идва с деветоюнския преврат.
След деветосептемврийския преврат Плевен бележи най-значимия си възход, като населението на града се увеличава с близо 100 хил. души в рамките на 50 години. След десетоноемврийския пленум от 1989 г. Плевен бележи спад в развитието си, деиндустриализира се, а населението му намалява от 130 хил. през 1992 г. на 90 хил. през 2022 г.